# Здание радиостанции (Барановичи)
Здание радиостанции (англ. Будынак радыёстанцыі) — здание в городе Барановичи Брестской области Белоруссии. Расположено по адресу улица Комсомольская, 65. Выступает в качестве ретранслятора программ радио и телевидения. 14 мая 2007 года Постановлением Совета Министров Республики Беларусь объекту присвоен статус историко-культурной ценности регионального значения.
Является одним из немногих сохранившихся в городе зданий, выстроенных в популярном в 20-30-е годы XX века стиле функционализма.

## История
Участок, на котором расположилась радиостанция с двумя отдельно установленными радиомачтами высотой 141 и 145 метров, занимал около одного гектара, общая площадь здания составляла 2 800 квадратных метров. Строительство продолжалось с 1937 по 1939 годы. Архитектором проекта выступил варшавский специалист Тадеуш Лобас.
Техническая оснащённость радиостанции, впервые заработавшей 30 октября 1938 года, была для того времени супер современной. Радиопередатчик имел мощность 50 кВ, как у станций во Львове и Вильне. Для его эксплуатации пришлось даже усовершенствовать барановичскую электростанцию, так как электричества он потреблял в два раза больше, чем весь город. Территория его вещания охватывала радиус 120 км и полностью покрывала Новогрудское воеводство и северную часть Полесского воеводства.
После Великой Отечественной войны оборудование радиостанции было передано в Варшаву для восстановления радиовещания. До начала 1990-х годов в данном здании располагалась радиостанция постановки помех — «глушилка» западных радиопередач. После распада СССР в здании до ноября 2016 года размещалась телекомпания «Интекс», по настоящее время радиотелевизионная передающая станция, ведущая вещание радиостанций FM диапазона и цифрового ТВ.
Здание не находится в коммунальной собственности города Барановичи.

## Архитектура
Здание двухэтажное, кирпичное, оштукатуренное. Крыша плоская, шиферная. К восточной стене примыкают одно- и двухэтажные, прямоугольные в плане пристройки помещения мастерской, где расположено оборудование радиостанции. В центральной части здания находятся служебные помещения.
К западной стене на уровне первого этажа пристроена веранда полуовальной формы, на которой на уровне второго этажа расположен просторный балкон, ограждённый простой металлической решёткой. Рядом с верандой под крышей находятся ступени, ведущие в основное помещение. Окна широкие, декоративная отделка отсутствует.
Строению характерны геометричность объёмов и лаконичность форм. Над зданием возвышается ретрансляционная вышка.